# Tổng thống Angola
Tổng thống Cộng hòa Angola (tiếng Bồ Đào Nha: Presidente da República de Angola) là nguyên thủ quốc gia và người đứng đầu chính phủ của Angola. Hiến pháp Angola năm 2010 bãi bỏ chức vụ thủ tướng và thành lập chức vụ phó tổng thống.
Chức vụ tổng thống được thành lập ngay sau khi Angola được độc lập khỏi Bồ Đào Nha. Agostinho Neto lãnh đạo, đảng Mácxít, Đảng Phong trào Nhân dân Giải phóng Angola (MPLA) nắm giữ vị trí đầu tiên cho đến khi qua đời năm 1979. Sau khi Neto qua đời, José Eduardo dos Santos đã được bổ nhiệm nắm quyền cho tới nay.
Dưới sự lãnh đạo Dos Santos, Angola đã trở thành một nhà nước đa đảng, mặc dù vẫn bị kiểm soát bởi Dos Santos. Cuộc bầu cử gần đây nhất, được tổ chức vào năm 1992, Dos Santos tái đắc cử với 49% số phiếu. Đối thủ Dos Santos, Jonas Savimbi của Đảng Liên minh Dân tộc vì Độc lập hoàn toàn của Angola (UNITA), tuyên bố cuộc bầu cử gian lận.
Theo Hiến pháp 2010, Tổng thống sẽ được bầu bởi Quốc hội, chứ không phải cuộc bầu cử toàn quốc. Hiến pháp mới cũng hạn chế một tổng thống nắm quyền hai nhiệm kỳ 5 năm.

## Điều kiện trở thành Tổng thống
Theo Hiến pháp năm 2010, Tổng thống Angola có nhiệm kỳ trong 5 năm, và thực hiện trong hai nhiệm kỳ liên tiếp (điều 113). Để thực hiện như vậy, ông phải là người đứng đầu trong Đảng bầu cử và là ứng cử viên được bầu chọn nhiều nhất trong các cuộc tổng tuyển cử (điều 109).
Tổng thống phải là người sinh tại Angola, ít nhất 35 tuổi, cư trú tại đất nước ít nhất 10 năm và có quyền bầu cử, tinh thần và sức khỏe tốt (Điều 110, khoản 1).
Tổng thống Angola bị bãi nhiệm vì các lý do khác nhau: hoàn thành 2 nhiệm vụ liên tiếp, thất cử trong tổng tuyển cử, từ chức trước khi thông báo cho Quốc hội (điều 116), phản quốc, tham nhũng, không đủ tinh thần và sức khỏe theo điều 129. Trong những trường hợp này, ngoài việc qua đời hoặc từ chức, chức vụ tổng thống khuyết sẽ được thay thế bởi phó tổng thống.

## Quyền hạn
Theo hiến pháp, Angola là một quốc gia theo chế độ tổng thống nên tổng thống có chức năng điều hành rộng rãi. Tổng thống, là người đứng đầu nhà nước có các quyền triệu tập tổng tuyển cử, bầu cử địa phương, giải tán Quốc hội, bổ nhiệm Phó Tổng thống và các bộ trưởng của chính phủ của ông, bổ nhiệm Chủ tịch và các thành viên khác của Tòa án Hiến pháp và các thành viên của Tòa án Tối cao và Tòa án Tài sản, một số quyền hạn khác (Điều 119). Cũng như là người điều hành xác định các định hướng chính trị của đất nước và chỉ đạo chủ trương chung (Điều 120), chỉ đạo chính sách đối ngoại (Điều 121) và hoạt động như Tổng Tư Lệnh các lực lượng vũ trang (Điều 122).